# Rhamnidium glabrum
Rhamnidium glabrum là một loài thực vật có hoa trong họ Táo. Loài này được Siegfried Reissek miêu tả khoa học đầu tiên năm 1861.

## Phân bố
Loài này được tìm thấy tại Brasil (tây trung, đông nam, nam), Paraguay.